# NGC 7601
NGC 7601 is een balkspiraalstelsel in het sterrenbeeld Pegasus. Het hemelobject werd in 1880 ontdekt door de Britse astronoom Andrew Ainslie Common.

## Synoniemen
- UGC 12487
- MCG 1-59-39
- ZWG 406.56
- PGC 71022
- KUG 2316+089
- IRAS23162+0857